# Генерал армії (США)

Погон генерала армії США

Генера́л а́рмії (США) (англ. General of the Army) — вище військове звання вищого офіцерського складу в армії США.
Вище за рангом ніж генерал, але умовно нижче ніж генерал армій США (англ. General of the Armies of the United States), найвищого військового звання у Збройних силах в історії США. В інших видах збройних сил США еквівалентне званням: генерал Повітряних сил та адмірал флоту, а в арміях інших країн — званню фельдмаршал.
У США, країні з республіканськими традиціями, ніколи не було звання (що асоціювалося з монархічним ладом) фельдмаршала або маршальського, і серйозні спроби ввести його не робилися. Конгрес встановив вище військове звання «генерал армії» 25 липня 1866 року для генерала Громадянської війни Улісса Гранта (згодом Президента США); в цей час воно розглядалося як почесний титул, що присвоюється особисто воєначальникові, а не як регулярний прописаний статутом чин (англ. rank) з особливими знаками розрізнення. Згодом воно було присвоєне ще Вільяму Т. Шерману (1869) і Філіпу Г. Шерідану (1888, незадовго до його смерті).

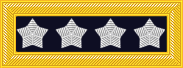
Погон генерала армії США, 1866—1872 (Грант та Шерман)

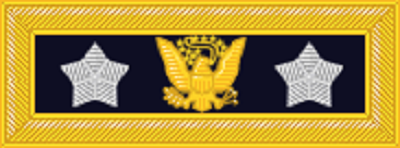
Погон генерала армії США, 1872—1888 (Шерман та Шерідан)

20 вересня 1950 року це звання було присвоєно також Омару Бредлі, але після смерті О. Бредлі у 1981 році звання генерала армії в Збройних силах США не присвоювалося. Знаки розрізнення, встановлені в 1944 році: п'ять зірок на погонах, розташованих у колі і герб Сполучених Штатів.
Відповідні звання для флоту та Повітряних сил США: адмірал флоту в 1944 році та генерал Повітряних сил у 1947 році.

## Генерали армії США
| #                   | Фото               | Ім'я               | Д. Н.              | Д. С.              | Військова біографія | Дата присвоєння звання |
| Громадянська війна  | Громадянська війна | Громадянська війна | Громадянська війна | Громадянська війна | Громадянська війна | Громадянська війна     |
| ------------------- | ------------------ | ------------------ | ------------------ | ------------------ | --- | ---------------------- |
| 1                   |                    | Улісс Грант        | 27 квітня 1822     | 23 липня 1885      | американський політик та воєначальник військ Союзу в роки Громадянської війни в США, генерал армії. Головнокомандувач армії США (1864—1869). У 1869–1877 — 18-й президент США. Не зважаючи на його нескороминущу славу як полководця, історики розцінюють його президентство досить стримано. Портрет Гранта зображений на банкноті номіналом 50 доларів | 25 липня 1866          |
| 2                   |                    | Вільям Шерман      | 8 лютого 1820      | 14 лютого 1891     | американський воєначальник армії Союзу в роки Громадянської війни в США, генерал армії. Головнокомандувач армії США (1869—1883). За часи Громадянської війни очолював Марш до моря та Каролінську кампанію. Був командувачем під час Модокської війни, великої війни сіу 1876 року та війни не-Персе. На його честь було названо танк часів Другої світової війни | 4 березня 1869         |
| 3                   |                    | Філіп Шерідан      | 6 березня 1831     | 5 серпня 1888      | американський воєначальник армії Союзу в роки Громадянської війни в США, генерал армії. Головнокомандувач армії США (1883—1888). Учасник Американської громадянської війни та війн США проти індіанців. | 1 червня 1888          |
| Друга світова війна |                    |                    |                    |                    | |                        |
| 4                   |                    | Джордж Маршалл     | 31 грудня 1880     | 16 жовтня 1959     | американський політичний та військовий діяч, генерал армії. Учасник Філіппінсько-американської, Першої та Другої світових воєн, а також Громадянської війни в Китаї. начальник штабу Армії США (1939—1945), державний секретар (1947—1949) і міністр оборони США (1950—1951). Ініціатор плану Маршалла, лауреат Нобелівської премії миру 1953 | 16 грудня 1944         |
| 5                   |                    | Дуглас Макартур    | 26 січня 1880      | 5 квітня 1964      | американський воєначальник, генерал армії, фельдмаршал Філіппін, начальник штабу Армії США (1930—1935). Командував дивізією в Першу світову війну, головнокомандувач більшої частини союзних військ на Тихоокеанському театрі воєнних дій під час Другої світової війни, головнокомандувач союзними окупаційними військами в Японії (1945-1951) і збройних сил США під час війни в Кореї (1950-1951). Кавалер медалі Пошани | 18 грудня 1944         |
| 6                   |                    | Дуайт Ейзенхауер   | 14 жовтня 1890     | 28 березня 1969    | американський військовий і державний діяч, 34-й президент США (1953—1961), один із головних американських воєначальників Другої світової війни, головнокомандувач сил Антигітлерівської коаліції в Європі, генерал армії. Начальник штабу Армії США (1945—1948), перший Верховний головнокомандувач Об'єднаних збройних сил НАТО в Європі (1951—1952). Учасник Першої та Другої світових воєн. Під час Другої світової відповідав за планування та проведення операції «Смолоскип» у Північній Африці, успішного наступу у Франції та Німеччині в операції «Оверлорд» на Західному фронті | 20 грудня 1944         |
| 7                   |                    | Генрі Арнольд      | 25 червня 1886     | 15 січня 1950      | американський воєначальник, один з піонерів авіації, генерал армії та генерал Повітряних сил США. Учасник Першої та Другої світових воєн. Начальник Повітряного корпусу Армії (1938—1941), командувач Повітряних сил армії США (1941—1946), а також командувач 20-ї повітряної армії (1944—1945). Єдиний в історії офіцер, що мав найвищі п'ятизіркові військові звання двох видів Збройних сил США: генерала армії та генерала Повітряних сил. Ініціатор заснування американського Проєкту RAND, першого та одного з найбільших аналітичних центрів у світі глобальної політики          | 21 грудня 1944         |
| 8                   |                    | Омар Бредлі        | 12 лютого 1893     | 8 квітня 1981      | американський воєначальник, генерал армії США. Учасник Першої та Другої світових воєн. Один з основних командувачів Армії США у Північній Африці і Європі за часів Другої світової війни, командувач 12-ї групи армій (1944-1945), 1-ї армії (1944). Начальник штабу Армії США (1948—1949), Голова Військового комітету НАТО (1949-1951), Голова Об'єднаного комітету начальників штабів США (1949-1953). Останній в історії американський воєначальник, що отримав звання 5-зіркового генерала                                                                                           | 22 вересня 1950        |